# Bermet

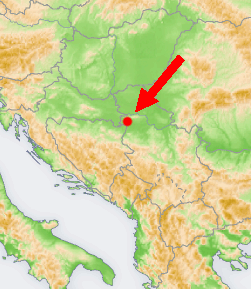
Bermet wird im nordwestlichsten Serbien hergestellt

Bermet ist ein weinhaltiges aromatisiertes Getränk, das in Serbien und Kroatien eine lange Tradition hat und heute wieder in wenigen Familienbetrieben in Sremski Karlovci sowie in einigen serbisch-orthodoxen Klöstern in der Fruška Gora aber auch in der Kleinstadt Samobor bei Zagreb hergestellt wird. Sein Ursprung dürfte auch in diesen Klöstern liegen, was aber nicht bewiesen ist. Das genaue Herstellungsverfahren und die Rezepturen sind nicht standardisiert und unterscheiden sich in den Herstellerbetrieben nicht unbeträchtlich. Die Rezepturen werden als Geheimnis nur innerhalb der Herstellerfamilien beziehungsweise der Klöster weitergegeben. Während der Auflösungswirren und kriegerischen Auseinandersetzung im Zuge des Zerfalls Jugoslawiens kam die Bermetproduktion nicht völlig zum Erliegen. Vor allem in der Stadt Samobor wurde der Bermet weiterhin produziert. In der Vojvodina wurde sie erst in den letzten Jahren wieder aufgenommen. Zurzeit liegt die Produktion bei etwa 20.000 Flaschen im Jahr. In den Handel kommen eine weiße und eine rote Variante.
In Serbien genießt Bermet eine besondere Verehrung. Für ihn ist eine geschützte Herkunftsbezeichnung geplant. Er war auch an den Fürstenhöfen Europas bekannt und soll auf der Getränkekarte der Titanic aufgeschienen sein.

## Herstellung und Charakteristik
Die Herstellungsverfahren und Rezepturen werden in den Herstellerbetrieben gehütet. Grundlage des Bermet sind Weine aus der Fruška Gora, einem Mittelgebirgszug in der Vojvodina im nördlichen Serbien. Wahrscheinlich werden unterschiedliche Sorten vergoren, da in der Fruska Gora traditionell im Gemischten Satz gewinzert wurde, Welschriesling beziehungsweise Blauer Portugieser und Vranac dürften wesentlich vertreten sein. Im Gärgut mazerieren bis zu 20 unterschiedliche Kräuter, Gewürze und Früchte, darunter Wermut, Vanille, Gewürznelken, Zimt sowie Grapefruits. Ob zusätzlich aufgespritet wird, ist nicht bekannt, doch lassen die hohen Alkoholgrade von 16–18 Volumenprozent dies vermuten. Die Herstellung weist also insgesamt Ähnlichkeiten mit der Wermutproduktion, insbesondere mit der eines Noilly Prat auf, der Bermet ist jedoch mit einem klassischen Wermut nicht zu vergleichen.
Insgesamt ist ein gelungener Bermet ein eigenwilliges, alkoholstarkes, nicht zu süßes Getränk, bei dem auf einer leicht bitteren Basis Vanille- und Zimt-, aber auch Nuss- und Fruchtaromen zur Geltung kommen. Da sich die Zusammensetzung der Grundweine und die Rezepturen jedoch von Herstellerbetrieb zu Herstellerbetrieb unterscheiden, sind auch die Produkte geschmacklich recht unterschiedlich.
Bermet wird meist ungekühlt als Aperitif getrunken.